# Plusregio

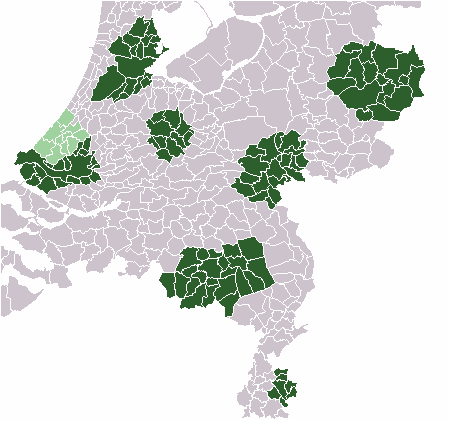
Übersicht der Stadtregionen in den Niederlanden

Eine Plusregio (auch Stadsregio genannt, deutsch Stadtregion) war ein Zusammenschluss niederländischer Gemeinden in einem städtisch geprägten Gebiet. Ihre gesetzlich bestimmte Hauptaufgabe war es, sich in regionalen Belangen wie z. B. bei der Verbesserung der Verkehrsplanung oder bei der Entwicklung der Siedlungsstruktur abzustimmen und so optimale Bedingungen für die Bevölkerung festzulegen. Plusregios existierten von 2006 bis 2015.

## Geschichtliche Entwicklung
Ab 1990 gab es die Idee, in den Niederlanden Stadtprovinzen zu bilden. Die gesetzlichen Voraussetzungen hierfür wurden zwar geschaffen, dennoch ist es bisher nie zur Bildung einer solchen Stadtprovinz gekommen. Das Gesetz, das Gemeinden in städtischen Verdichtungsräumen die Möglichkeit eröffnete, aus ihrer Provinz auszuscheiden, um eine eigene Stadtprovinz zu bilden, wurde durch ein neues Gesetz für die Regelung der Zusammenarbeit in sogenannten Plusregios (niederländisch Kaderwet Bestuur in Verandering) ersetzt. 

## Register
Das niederländische Innenministerium führte ein Register, in dem die Plusregios mit den ihnen angehörenden Gemeinden verzeichnet sind. In diesem Register wurde auch nachgehalten, in welcher Plusregio welche gemeindlichen (und übergemeindlichen) Aufgaben von der jeweiligen Plusregio übernommen werden.

## Verwaltungseinheit
Die Plusregio bildete eine weitere Verwaltungseinheit in den Niederlanden. Sie war zwischen der Provinz und der Gemeindeebene angesiedelt. Sie war aber nicht mit einem deutschen Landkreis oder Regierungsbezirk zu vergleichen.
Der Rat einer Plusregio bestand aus Mitgliedern, die von den Gemeinderäten der betreffenden Gemeinden entsandt worden sind. Dass sie nicht direkt gewählt worden sind, kann man als demokratisches Defizit ansehen.

## Übersicht
Am 1. Januar 2006 wurden die Plusregios rund um die folgenden Städte eingeführt:
Amsterdam, Arnhem/Nijmegen, Den Haag, Eindhoven, Enschede/Hengelo, Rotterdam und Utrecht.
Mit der Veröffentlichung im Staatsanzeiger am 23. März 2006 wurde auch die Parkstad Limburg zu einer offiziellen Plusregio bestimmt. Diesen Plusregios gehörten 2007 mehr als 100 Gemeinden an. Zum 1. Januar 2015 wurden die Plusregios wieder aufgelöst.
|    | Plusregio                            | Provinz            | Größere Mitgliedsgemeinden                                                    | Einwohner |
| -- | ------------------------------------ | ------------------ | ----------------------------------------------------------------------------- | --------- |
| 1. | Stadsregio Amsterdam                 | Noord-Holland      | Amsterdam, Zaanstad, Amstelveen, Haarlemmermeer, Purmerend, Waterland, Diemen | 1.354.000 |
| 2. | Stadsregio Rotterdam                 | Zuid-Holland       | Rotterdam, Schiedam, Spijkenisse, Vlaardingen                                 | 1.124.000 |
| 3. | Stadsgewest Haaglanden               | Zuid-Holland       | Den Haag, Delft, Zoetermeer, Westland                                         | 1.002.552 |
| 4. | Samenwerkingsverband Regio Eindhoven | Noord-Brabant      | Eindhoven, Helmond, Veldhoven, Best, Valkenswaard                             | 724.971   |
| 5. | Stadsregio Arnhem-Nijmegen           | Gelderland/Limburg | Nijmegen, Arnhem, Lingewaard, Wijchen, Rheden, Beuningen                      | 722.696   |
| 6. | Regio Twente                         | Overijssel         | Enschede, Hengelo, Almelo                                                     | 621.000   |
| 7. | Bestuur Regio Utrecht                | Utrecht            | Utrecht, Nieuwegein, Zeist                                                    | 607.353   |
| 8. | Parkstad Limburg                     | Limburg            | Heerlen, Kerkrade, Landgraaf                                                  | 244.181   |
|    |                                      |                    | Zusammen                                                                      | 6.394.201 |